# 中華民國全國教師會
中華民國全國教師會，簡稱全國教師會或全教會，成立於1999年2月1日，為中華民國教師依據《中華民國教師法》而成立的專業協會，會員為臺灣各縣市教師會。
2003年，全國教師會開始辦理「Super教師獎」獎勵優良教師；2013年，Super教師獎移交全國教師工會總聯合會繼續辦理。2021年，重新回歸全國教師會辦理。

## 歷屆理事長
- 第一屆  張輝山[2]
- 第二屆  張輝山[3]
- 第三屆  呂秀菊[4]
- 第四屆  吳忠泰[5]
- 第五屆  吳忠泰
- 第六屆  劉欽旭
- 第七屆  張旭政
- 第八屆  侯俊良

## 全教會針對教師寒暑假之說明
原始計算者為桃園縣教師會彭如玉老師，提供給全國教師會發布。

### 實際放假日數
以中小學教師為例：寒假21天、暑假60天，合計81天。

### 應放假日數
- 春節5天、寒暑假11週之週休二日22天，合計27天。
- 休假28天（公務員與兼任行政教師滿九年者，每年至少有28天休假）

### 應補假日數
- 加班補休25天：平日上班時間開始之前，即提早到校照顧學生；中午下班時段照顧學生午休；下午下班之後仍留在校內照顧學生，每天超時上班一小時，全年度授課日數200天計200小時，合計25天。（政府無發給加班費）
- 返校日、到校處理行政事務、寒暑假的進修活動，合計3天。
- 尚未列入導師每週一至二節的空白課程（自習課），政府無發給鐘點費。

### 積欠放假日數
81天─27天─28天─25天─3天=-2天（政府積欠教師2天寒暑假）

### 爭議
2020年3月30日，全國教師會旗下規模最大的地方教師會，亦即擁有1萬4000名教師會員的新北市教師會，舉行第10屆理事長改選，由林松宏擔任第10屆理事長。
2020年7月21日，《鏡週刊》報載理事長林松宏傳出對女老師有踰矩的言詞，從2020年初起，林松宏開始透過通訊軟體私訊她一些踰矩的話，像是「隨性散漫的夜，需要美女柔情相伴，妳想要嗎？如果不喜歡，我收回。」「紅酒讓我對妳有更多想像，這樣說妳會不喜歡嗎？」「想看妳沒化妝的樣子，算是私密福利。」等訊息。 被控訴私下LINE訊息性騷的林松宏也喊冤：「我個人並沒有這樣的意涵。」他強調，當下只是與同事間的對話，帶點玩笑意味，並無其他層面的想法。連結 （页面存档备份，存于）